# Şadiye Sultan
Şadiye Sultan, född 1886, död 1977, var en osmansk prinsessa. Hon var dotter till Abd ül-Hamid II. 
Hon och hennes syster Ayşe Sultan (1887–1960) fick privatundervisning av utbildade manliga lärare i koranen, arabiska, persiska, turkiska, grammatik, aritmetik, historia och geografi. Att osmanska prinsessor blev undervisade av manliga lärare på detta sätt var en del av den förändring som inträdde i Osmanska riket under tanzimateran. Hennes far avsattes 1909, och hon följde honom på hans exil till Thessaloniki; familjen tilläts återvända till Istanbul året därpå. 
Hon gifte sig 1910 med minister Fahir Bey. 
Det osmanska sultanatet avskaffades 1 november 1922 och det osmanska kalifatet i mars 1924, varefter alla medlemmar av den före detta osmanska dynastin förvisades från den nya republiken Turkiet. Hon bosatte sig då i Paris. Hon återvände till Turkiet sedan lagen om exil 1952 upphävdes för kvinnliga medlemmar av den förra dynastin. 
Hon utgav 1966 sina memoarer. 